# 于卉喬
于卉喬（英語名：Rose Yu，2007年7月4日—），暱稱喬喬，是出身北臺灣的網絡紅人。
2012年，她的父親將她日常生活錄影並上傳至Youtube，隨後引起廣大關注與討論。後來，她陸續演出於歌曲影片、電影、微電影等。
2017年，她於第39屆金穗獎獲頒學生組個人單項表現獎最佳演員獎獎項。

## 家庭
2010年，她的父母離婚。 2019年，她的母親因先前罹患之肺腺癌惡化而病逝。 她的母親曾於Facebook創建並經營「玫瑰之名 The Name of the Rose」專頁，並於該頁面發表有關她們母女關係的貼文。

## 學歷
- 臺北市中山區永安國民小學
- 臺北市立大直高級中學國中部

## 影劇作品演出

### 娛樂綜藝電視節目
- 《你猜你猜你猜猜猜》（2012年）
- 《康熙來了》（2012年）
- 《SS小燕之夜》（2012年）

### 網路影片
- 《嘎名人學台語》（2012年）

### 電影
- 《KANO》（2014年）
- 《層層折起的寂寞》（2017年）
- 《母親節快樂》（2017年）
- 《有五個姊姊的我就註定要單身了啊！》（2018年）
- 《BIG》（2023年）

### 電視連續劇
- 《終極遊俠》（2016年）
- 《我們與惡的距離》（2019年）

### 電視劇
- 公視學生劇展《紙飛機》（2019年）

### 音樂歌曲影片
- 蕭敬騰《兄弟我說》（2012年）
- 五月天《三個傻瓜》（2012年）
- 葉秉桓《謊言世界》（2023年）

### 微電影
- 《愛不走，愛不放手》（2012年）（台灣兒童暨家庭扶助基金會公益作品）

### 配音
- 史努比（2015年）

## 照片集作品
- 《我是一個于卉喬》（2013年）

## 事件

### 出道爭議等
成為網路紅人後，她收到許多來自臺灣、中國大陸及香港的節目及廣告邀約等。她曾表示不願接受（某些）邀約或出道；她的父親也表示暫時沒有相關規劃。 但是，她的父親仍持續讓她從事於戲劇作品演出等，因而引發輿論爭議等。同時，她的父親也因對待與她有關之諸多事務的行為遭新聞媒體揭露等，屢次招致輿論負面評價。

## 外部連結
- 于卉喬的Facebook專頁
- 于卉喬的X（前Twitter）
- 于卉喬的Instagram帳戶